# 大和富士充
大和富士 充（やまとふじ みつる、1984年12月19日 - ）は、広島市西区出身で阿武松部屋所属の元大相撲力士。本名は大和 充（やまと みつる）。現役時代の身長は188cm、体重は146kg、血液型はB型。最高位は西幕下2枚目（2014年3月場所）。

## 来歴
小学校時代は1年時より柔道に勤しみながらも父の仕事の関係で「7，8回転校」する生活を送り、住居が宮崎県日向市に落ち着いたのは中学時代になってからであった。 地元の中学校を卒業した後進学した後はスポーツが盛んな宮崎県の延岡学園高等学校に進学した。高校時代も柔道部に所属し、インターハイでベスト8に進出している。高校時代にはまた全日本ジュニア大会で3位になるなどの活躍も果たした。明治大学進学後も柔道部に所属してレギュラーの座も獲得していたが、自分の柔道に迷いが生じて思い悩むようになった。そんな中でテレビで阿武松部屋の特集を目にしてすぐに体験入門の約束を入れ、数日間力士達と寝食を共にしている間に角界入りの覚悟を決めた。その体験入門からの流れで阿武松親方（元関脇・益荒雄）から正式な入門を打診され、大学を2年で中退して阿武松部屋に入門した。
2004年11月場所に初土俵を踏み、四股名は「大和富士」となった。大関・高安とは初土俵が2場所違いで相撲教習所での生活が重なっていたことや、互いに猛稽古で知られる部屋の所属とあって、自然と意気投合。「毎日といっていいほど会っているときもありました」と引退に際して大和富士は語っている。初めて番付に名前が載った2005年1月場所は2番相撲で影丸に敗れるが、6勝1敗の好成績で序ノ口優勝決定戦へ進出。5人での優勝決定戦となり、1回戦は1人を不戦勝とし残った4人を2人に絞る形式で行うためくじ引きが行われ、不戦勝をひいたため2回戦への進出が決まった。2回戦は巴戦の形式で行われたが、2回戦1番目で影丸と再戦することになり、敗北。しかしその影丸は2番目で勝てば序ノ口優勝となるところであったが、中谷に敗れたため、3番目に中谷と大和富士の対戦が組まれた。しかし大和富士は中谷に敗れてしまい、序ノ口優勝は中谷に奪われることとなった。
同年3月場所で序二段に昇進すると3場所連続で勝ち越しを続け、同年9月場所では三段目に昇進した。しばらくこの三段目に定着していたが、2007年5月場所を前に首を負傷をしてしまい、3場所連続で全休をすることになる。序ノ口に下がった同年11月場所で土俵に復帰し、3場所後の2008年5月場所で三段目に復帰。この場所を6勝1敗の好成績で終えると翌7月場所は西三段目10枚目の地位で4勝3敗の勝ち越しとした。土俵復帰から5場所連続の活躍で、同年9月場所は初の幕下昇進となった。だが、西幕下60枚目であったこの場所は3勝4敗と負け越してしまった。
三段目に落ちた同年11月場所と、幕下に復帰した2009年1月場所を連続で勝ち越すと、翌3月場所は3番相撲で大翔山に敗れただけの6勝1敗とし、8人による幕下優勝決定戦に進出した。1回戦でこの場所十両から下がってきており、翌場所での十両復帰を確実としていた幕内経験者の玉飛鳥を引き落としで破り、準決勝に進出したが、押し出しで徳真鵬（現・德真鵬）に敗れてしまい、幕下優勝は成らなかった。この場所の幕下優勝は結局佐田の富士を決勝戦で破った徳真鵬のものとなった。
この活躍により、翌5月場所は東幕下20枚目に躍進したが、以降は体調不良とそれに伴う成績不振が続き、2010年5月場所では三段目に落ちてしまった。1場所で幕下へ復帰したが、復帰場所の同年7月場所前に大相撲野球賭博問題が発生した。大和富士をはじめとして阿武松部屋は関与者が多く、7月場所千秋楽までの謹慎処分を受けたため休場。自身4度目の全休で翌9月場所は再び三段目へ転落してしまった。9月場所前に日本相撲協会から譴責処分を受けており、これが協会の正式処分となっている。この野球賭博に関しては、2011年2月15日に警視庁から賭博容疑で書類送検され、同年3月17日に賭博罪で東京簡易裁判所に略式起訴されている。
相撲のほうは謹慎から復帰して以降は序盤戦の負けが込んで終盤で持ち直す星取りが続くなど内容では精彩を欠いており、1場所で幕下に復帰はしたが2011年9月場所で再び三段目に陥落してしまうなど、幕下下位を中心とした番付変遷が続いていた。2007年5月場所に痛めた首痛はその後も持病になっており、一度穏やかになった首痛が再発した2011年頃には稽古もままならなかった。 ところが2012年11月頃に首痛からの回復を迎えて以来「1日300回から500回の四股」、「毎日のように足が攣り、昼寝の後は痛くて起き上がれない」という厳しい稽古を重ねて実力と番付を伸ばしていった。 2013年11月場所を西幕下18枚目の地位で迎えて6勝1敗の好成績を残すと翌2014年1月場所は自己最高位を更新する東幕下7枚目の地位を得た。その場所でも5番相撲まで全勝、特に4番相撲では当場所で幕下付け出しで初土俵を踏んだ逸ノ城に唯一の黒星を付けるなど好調ぶりを見せ、全勝で関取昇進を果たすという悲願も近づいていたが6番相撲で黒星を喫する。6勝1敗ならば僅かに十両昇進を果たす可能性が期待できたが7番相撲で黒星が付いて5勝2敗に終わり、場所後の新関取を逃した。翌3月場所は自己最高位を西幕下2枚目に更新して臨んだが、勝てば勝ち越しと関取昇進が決まる、14日目に組まれた入れ替え戦的要素のある十両大喜鵬との取組に敗れてしまい、関取昇進を逃した。なおこの場所3日目の2番相撲で自身初となる十両の取組に出場し、大銀杏を結って土俵に立った。同年11月場所は西幕下4枚目の地位で十両昇進を目指すも2番相撲を最後に負けっ放しとなり2勝5敗に甘んじた。2015年までは時々幕下1桁台に顔を出すなど関取を窺うことがあったが、2016年からは幕下中位が定位置になった。2017年5月場所限りで引退。親友の高安は花道で最後の一番を見届け、自ら用意した花束と今場所獲得した10本の懸賞金を手渡した。高安が号泣する大和富士にもらい泣きする一幕もあった。大和富士は「まさか高安関が待っているとは思わなかった。師匠（元関脇益荒雄の阿武松親方）の姿も目に入り、初めて両親も国技館に来ていた。最後に勝てて良かったです」と感謝していた。引退に際して、地元広島に戻って両親の面倒を見ながら建設関係の仕事に就く意向を示した。

## 主な成績
2017年5月場所終了現在
- 通算成績：272勝218敗28休（75場所）
- 幕下成績：137勝155敗7休（47場所）

| | 一月場所 初場所（東京） | 三月場所 春場所（大阪） | 五月場所 夏場所（東京）   | 七月場所 名古屋場所（愛知） | 九月場所 秋場所（東京）   | 十一月場所 九州場所（福岡） |
| --- | ----------------------- | ----------------------- | ------------------------- | --------------------------- | ------------------------- | --------------------------- |
| 2004年 （平成16年） | x                       | x                       | x                         | x                           | x                         | （前相撲）                  |
| 2005年 （平成17年） | 東序ノ口37枚目 6–1      | 西序二段65枚目 4–3      | 西序二段41枚目 4–3        | 東序二段19枚目 5–2          | 西三段目83枚目 4–3        | 西三段目66枚目 3–4          |
| 2006年 （平成18年） | 東三段目84枚目 5–2      | 西三段目53枚目 2–5      | 西三段目79枚目 4–3        | 西三段目60枚目 2–5          | 西三段目87枚目 4–3        | 東三段目68枚目 4–3          |
| 2007年 （平成19年） | 東三段目51枚目 2–5      | 西三段目77枚目 4–3      | 東三段目58枚目 休場 0–0–7 | 西序二段18枚目 休場 0–0–7   | 西序二段89枚目 休場 0–0–7 | 東序ノ口29枚目 6–1          |
| 2008年 （平成20年） | 東序二段65枚目 5–2      | 西序二段27枚目 6–1      | 東三段目64枚目 6–1        | 西三段目10枚目 4–3          | 西幕下60枚目 3–4          | 東三段目11枚目 5–2          |
| 2009年 （平成21年） | 東幕下55枚目 4–3        | 西幕下47枚目 6–1        | 西幕下20枚目 3–4          | 東幕下28枚目 3–4            | 東幕下36枚目 3–4          | 東幕下46枚目 5–2            |
| 2010年 （平成22年） | 西幕下33枚目 2–5        | 東幕下47枚目 3–4        | 東三段目筆頭 5–2          | 西幕下44枚目 出場停止 0–0–7 | 西三段目24枚目 5–2        | 西幕下57枚目 4–3            |
| 2011年 （平成23年） | 西幕下49枚目 3–4        | 八百長問題 により中止   | 西幕下56枚目 3–4          | 東幕下60枚目 3–4            | 東三段目14枚目 5–2        | 東幕下53枚目 4–3            |
| 2012年 （平成24年） | 西幕下44枚目 4–3        | 西幕下35枚目 3–4        | 東幕下46枚目 4–3          | 西幕下36枚目 3–4            | 西幕下47枚目 4–3          | 東幕下37枚目 4–3            |
| 2013年 （平成25年） | 西幕下30枚目 4–3        | 西幕下22枚目 5–2        | 東幕下13枚目 3–4          | 東幕下22枚目 5–2            | 西幕下13枚目 3–4          | 西幕下18枚目 6–1            |
| 2014年 （平成26年） | 東幕下7枚目 5–2         | 西幕下2枚目 3–4         | 東幕下6枚目 2–5           | 西幕下16枚目 5–2            | 東幕下10枚目 5–2          | 西幕下4枚目 2–5             |
| 2015年 （平成27年） | 東幕下14枚目 4–3        | 西幕下8枚目 3–4         | 東幕下15枚目 4–3          | 東幕下13枚目 4–3            | 西幕下8枚目 3–4           | 東幕下15枚目 2–5            |
| 2016年 （平成28年） | 西幕下29枚目 4–3        | 西幕下24枚目 4–3        | 西幕下19枚目 3–4          | 西幕下26枚目 3–4            | 西幕下34枚目 3–4          | 西幕下47枚目 5–2            |
| 2017年 （平成29年） | 西幕下32枚目 5–2        | 東幕下20枚目 3–4        | 東幕下27枚目 引退 3–4–0   | x                           | x                         | x                           |
| 各欄の数字は、「勝ち-負け-休場」を示す。 優勝 引退 休場 十両 幕下 三賞：敢=敢闘賞、殊=殊勲賞、技=技能賞 その他：★=金星 番付階級：幕内 - 十両 - 幕下 - 三段目 - 序二段 - 序ノ口 幕内序列：横綱 - 大関 - 関脇 - 小結 - 前頭（「#数字」は各位内の序列） |                         |                         |                           |                             |                           |                             |

## 改名歴
- 大和富士 充（やまとふじ みつる）2004年11月場所 - 2017年5月場所